# Microchilus pauciflorus
Microchilus pauciflorus är en orkidéart som först beskrevs av Eduard Friedrich Poeppig och Stephan Ladislaus Endlicher, och fick sitt nu gällande namn av David Nathaniel Friedrich Dietrich. Microchilus pauciflorus ingår i släktet Microchilus och familjen orkidéer. Inga underarter finns listade i Catalogue of Life.